# Hexatoma (Eriocera) arcuata
Hexatoma (Eriocera) arcuata is een tweevleugelige uit de familie steltmuggen (Limoniidae). De soort komt voor in het Oriëntaals gebied.